# Metrizamide
Metrizamide là một chất phóng xạ không ion dựa trên iod, là một môi trường gradient mật độ để ly tâm các hạt sinh học.
Trong lịch sử metrizamide đã thay thế iofendylate (tên thương mại: Pantopaque, Myodil) làm tác nhân tương phản được lựa chọn cho chụp tủy (một nghiên cứu X-quang về cột sống hiện được thay thế phần lớn bằng MRI). Các đặc điểm về độ mờ của sóng vô tuyến là chi tiết tốt hơn được hiển thị với metrizamide, cũng như lợi thế của sự tái hấp thu từ dịch tủy sống và bài tiết ra khỏi cơ thể - vì không giống như Pantopaque, metrizamide là một chất hòa tan trong nước.
Cả hai tác nhân được quản lý bằng cách chọc dò tủy sống (còn được gọi là chọc dò tủy sống hoặc chọc dò tủy sống), tại ngã ba cổ tử cung. Bệnh nhân con người được cán từ decubitus bên (nằm ở bên cạnh) để dễ. Mắt cá chân được buộc vào cuối của một bảng X-quang, CT hoặc MRI cứng. Để có được hình ảnh của vùng cổ tử cung, bệnh nhân sau đó được nghiêng một cách cẩn thận ở vị trí Trendelenberg (đầu cúi xuống) để chất tương phản (đặc biệt là Pantopaque) có thể đi vào vùng cổ. Chăm sóc được đưa ra để ngăn chặn thuốc nhuộm tràn vào fossa sọ phía sau (phía sau đầu) hoặc để vào khoang sọ nói chung. Điều này nói lên việc không thể loại bỏ Pantopaque nặng hơn hoặc nhớt hơn mà không hút nó bằng chất lỏng cột sống (CSF) thông qua kim đâm vào thắt lưng ở lưng thấp (dán thẳng đứng) hoặc sau gáy. Loại bỏ Pantopauqe là cần thiết vì nó không tan trong nước. Với metrizamide, vấn đề là nếu đi vào khoang sọ và tiếp xúc liều cao với hàng rào máu não, tác dụng phụ sẽ dễ gặp hơn. Các vấn đề liên quan đến sự hấp thụ vào lưu thông chung cũng gặp phải.

## Tác dụng phụ
- Đau đầu
- Buồn nôn
- Nôn
- Ảnh hưởng lớn, thoát vị và các biến chứng chính của hệ thần kinh trung ương bao gồm chèn ép tủy sống
- Động kinh
- Cứng cơ và phản ứng dystonic